# Сладкий суп

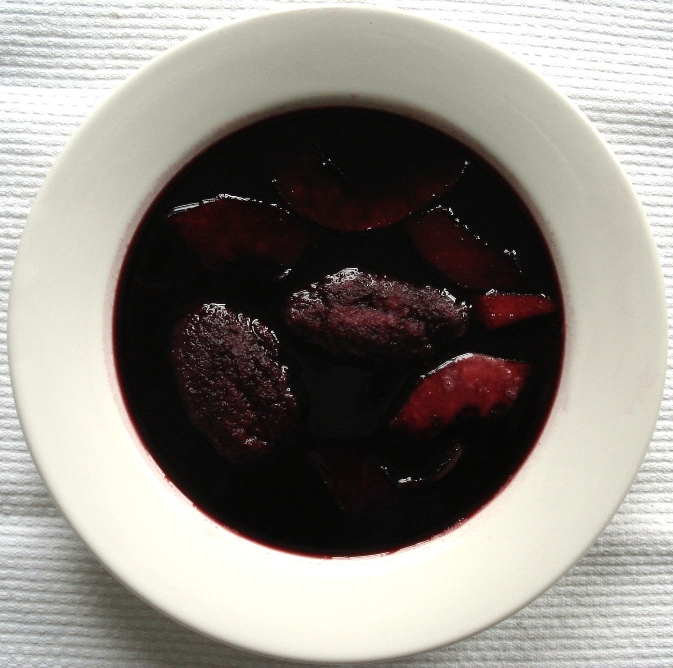
Немецкий суп из бузины с манными клёцками и яблоком

Сладкие супы (фруктовые супы) — холодные и горячие жидкие кушанья, приготавливаемые из свежих, сушёных или консервированных плодов и ягод, фруктово-ягодных соков, сиропов, пюре и экстрактов. В русской и советской кухне сладкие супы получили распространение благодаря балтийской кухне, где популярны фруктовые каши на плодово-ягодных отварах. Сладкие супы обычно сервируют на завтрак или ужин. В Швеции и Норвегии фруктовый суп из сухофруктов является традиционным блюдом.
Сладкие супы обычно подслащивают сахаром, загущивают картофельным крахмалом, плоды и ягоды протирают, полностью или частично. Для ароматизации используют корицу, лимонную или апельсиновую цедру, ванилин, гвоздику. В сладкий суп из цитрусовых добавляют виноградное вино. Сладкие супы часто сервируют со сметаной или взбитыми сливками. Гарниром, приготавливаемым отдельно, в сладких супах выступают отварной рис, макаронные изделия, пшеничные или кукурузные хлопья, клёцки, вареники, нарезанные кубиками рисовый или манный пудинг, запеканка, а также подаваемые отдельно печенье и бисквит.